# سلبتون (باكينجهامشير)
سلبتون (بالإنجليزية: Slapton, Buckinghamshire)‏ هي قرية و أبرشية مدنية تقع في المملكة المتحدة في إنجلترا.  يقدر عدد سكانها بـ 529 نسمة .